# Гетто в Дворце (Дятловский район)
Гетто в Дво́рце (весна 1942 — 13 декабря 1942) — еврейское гетто, место принудительного переселения евреев поселка Дворец Дятловского района Гродненской области и близлежащих населённых пунктов в процессе преследования и уничтожения евреев во время оккупации территории Белоруссии войсками нацистской Германии в период Второй мировой войны.

## Оккупация Дворца и создание гетто
Перед войной население поселка Дворец составляло 2700 человек. Местечко было захвачено немецкими войсками в июне 1941 года, и оккупация продлилась до 9 июля 1944 года.
Весной 1942 года немцы, реализуя нацистскую программу уничтожения евреев, согнали евреев местечка в гетто. На переселение в гетто дворецким евреям (400 человек) дали две недели.

## Условия в гетто
Территория гетто занимала квартал между улицами Молчадская, Гончарная и Смутковая. На спине каждый житель гетто должен был носить нашитую шестиконечную жёлтую звезду.
Сначала в гетто был режим «открытого типа», когда евреям разрешалось выходить из гетто, но обязательно присутствовать на вечерней поверке. Все трудоспособные заключённые должны были трудиться. Чаще всего евреи работали на погрузке щебня и на работах по укреплению и ремонту полотна железной дороги. Вагонетки со щебнем тащили сами узники гетто.
Гетто было огорожено колючей проволокой и круглосуточно охранялось по всему периметру. Начальником конвоя охраны гетто был Исупов — бывший царский офицер с садистскими наклонностями. В конвое были полицейские из Латвии и Литвы, также отличавшиеся крайней жестокостью.
Местному населению под угрозой расстрела запретили передавать еду в гетто. Еду в виде похлебки два раза в день получали только те узники, которые работали, а остальные тайком обменивали на продукты оставшиеся вещи и ценности.
Осенью 1942 года в гетто усилили охрану за счет конвоиров из Латвии и Литвы. Узникам запретили выходить из огороженной зоны, на принудительные работы выводили под усиленным конвоем и категорически запретили контакты с местным населением.
С осени 1942 года в Дворецкое гетто начали привозить евреев из Польши (Краков, Познань), Белостока, Литвы и Латвии. Число заключённых выросло до 3000, и бытовые условия резко ухудшились. Голод и болезни убивали узников.

## Уничтожение гетто

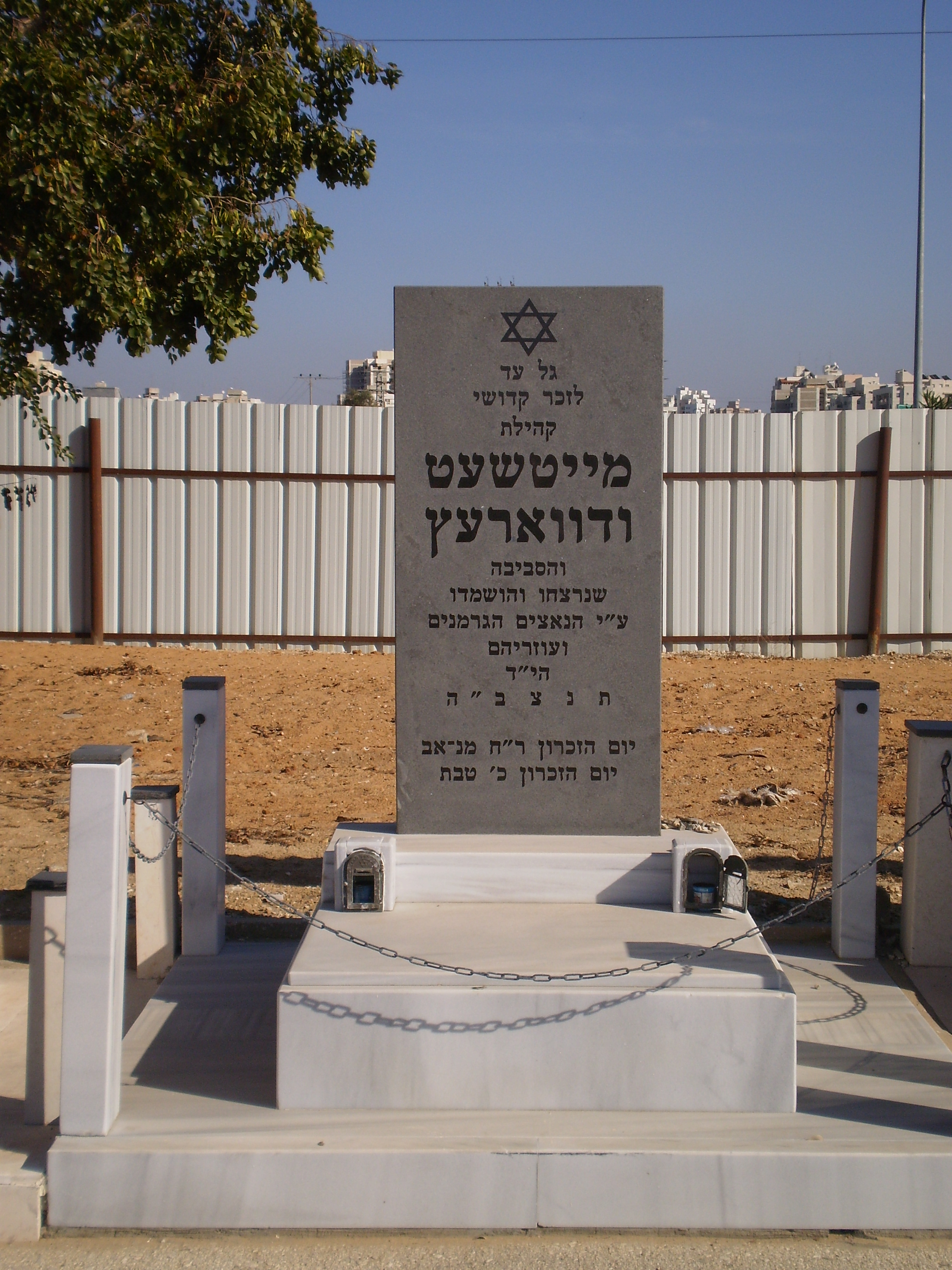
Символический памятник уничтоженным нацистами еврейским общинам в Молчади и Дворце на мемориальном кладбище в Холоне

Утром 13 декабря (осенью, примерно в конце сентября) 1942 года гетто было взято под усиленную охрану, и в 9 часов утра конвой начал десятками выводить евреев за ограждение и сажать в подогнанные машины. Одновременно со стороны Молчади появилась колонна грузовиков, в которых везли евреев из Деревной, Каменца, Новой Мыши и Молчади. Ещё одна колонна машин шла со стороны Новоельни, в ней везли евреев из Ивенца, Налибок, Любчи, Корелич и Дятлово. Грузовики остановились возле деревни Котьки, где местных жителей из деревень Котьки и Дворца принудили копать расстрельные ямы.
Первая траншея имела размеры 60х4 метра. Вторая 40х4 метра, в глубину — 3 метра. В двух километрах от Дворца была выкопана ещё одна траншея 20х4 метра. Все три ямы были глубиной 3 метра.
Для проведения «акции» (таким эвфемизмом нацисты называли организованные ими массовые убийства) прибыли эсесовцы, которым помогали полицаи.
В 10 часов начался расстрел. Евреев ставили на край траншеи, эсесовцы стреляли с близкого расстояния, и убитые падали в яму. Раненых достреливали в голову. Матери пытались закрыть детей своими телами, но убийцы хватали младенцев и разбивали головы о стволы деревьев, бросали живыми в траншею.
Грузовики привозили очередных обреченных людей, и бойня продолжалась целый день. К полудню первая траншея была доверху заполнена телами убитых, вскоре — вторая, а к вечеру — дальняя третья. Крестьяне под дулами автоматов закапывали траншеи, некоторые теряли сознание от ужаса.
Поскольку траншеи были полностью заполнены, оставшихся 51 еврея вечером увели и расстреляли в гетто.
Всего 13 декабря 1942 года по архивным сведениям из немецких источников и по данным судебного процесса 1960 года возле деревни Котьки были убиты 7870 евреев (370 местных евреев и 7500 евреев, пригнанных в Дворец из других населенных пунктов).

## Случаи спасения
Некоторым заключённым гетто удалось спрятаться у местных жителей. С угрозой для жизни евреев прятали семьи Угриновичей, Минкевичей, Кветка, Дорошкевичей. В семье Кветка пряталась мать Рейза с дочерью Рохой. Когда начались массовые расстрелы евреев, Роха смогла уйти в партизаны, а Рейза, чтобы отвести от семьи Кветка опасность, вышла навстречу немецким машинам, которые везли на расстрел заключённых гетто, и пошла на смерть вместе со своим народом.
Бежавшие из гетто Мышкин, Войцкович и Исаков попали в партизанское соединение под командованием Битько и проявили себя отличными бойцами.

## Память
На трех больших братских могилах впоследствии были установлены обелиски жертвам геноцида евреев.
Останки 51 узника гетто Дворца в июне 2004 года были перезахоронены на еврейском кладбище в Дятлово. Летом 2006 года на могиле была установлена стела.
Опубликованы неполные списки жертв геноцида евреев в Дворце.